# Karolina

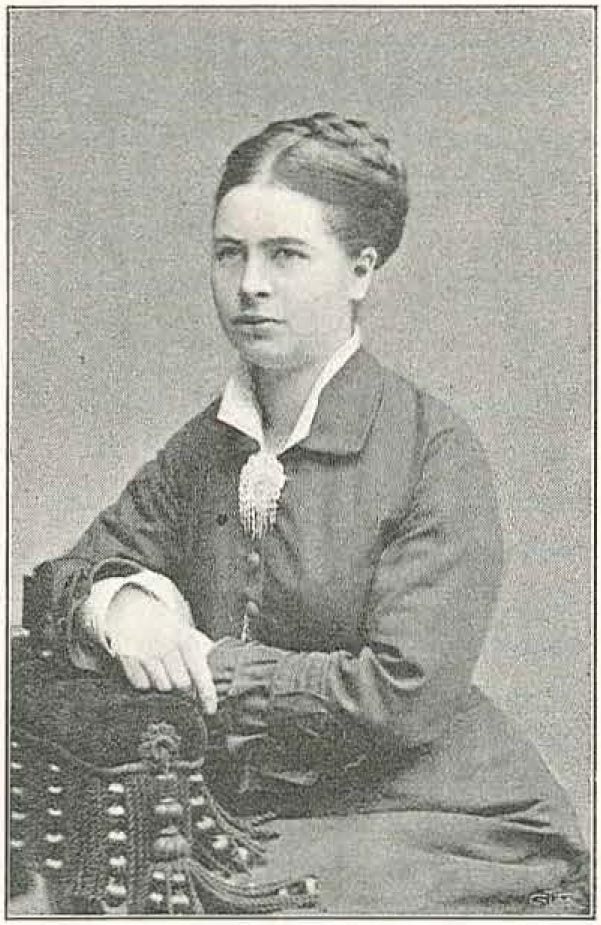
Karolina Widerström cirka 1879.

Karolina, Karoline, Carolina, Caroline, Karolin, Carolin eller Karoliina är ett kvinnonamn, en femininform av latinska mansnamnet Carolus som kommer från det fornnordiska Karl som betyder karl eller fri man.
Namnet har använts i Sverige sedan slutet av 1600-talet. I slutet av 1800-talet var Karolina ett modenamn.  Numera är Caroline en vanligare form än Karolina. Den 31 december 2009 fanns det totalt 36 520 personer i Sverige med namnet Karolina/Carolina, varav 11 432 med det som tilltalsnamn/förstanamn. Det fanns totalt 38 357 personer med namnet Caroline/Karoline/Carolin/Karolin, varav 21 501 med det som tilltalsnamn. År 2003 fick 533 flickor namnet, varav 82 fick det som tilltalsnamn/förstanamn.
I södra Sverige har kortformen Karna varit vanlig. Två andra mycket vanliga varianter av namnet är Charlotte,  Charlotta och Carola.
År 2011 låg varianten Karoliina på plats 38 bland de vanligaste kvinnonamnen i Finland.
Namnsdag: I Sverige 20 maj. I den finlandssvenska namnsdagslängden har Karolina namnsdag 20 maj sedan 1995. Från 2020 finns också parallellformen Caroline i den finlandssvenska namnsdagskalendern.

## Personer vid namn Karolina/Carolina/Caroline/Karoline
- Karolina Amalia av Augustenborg, dansk drottning 1839
- Caroline Fredrika Franciska Stephanie Amalia Cecilia av Vasa, sachsisk drottning 1873, sondotter till kung Gustav IV Adolf
- Karolina Bock (1792-1872), ballerina
- Karólína Eiríksdóttir, isländsk tonsättare
- Karolina Gočeva, makedonisk sångerska
- Carolina Gynning, svensk fotomodell och programledare
- Carolina Gällstedt-Kronmann, den första svenska kvinna som avlagt tandläkarexamen enligt samma villkor som män.
- Karolina A Höjsgaard, svensk orienterare
- Caroline Jönsson, svensk fotbollsspelare, VM-silver 2003
- Karoline Kaulla (1739-1809), tysk bankir
- Carolina Klüft, svensk friidrottare, OS-guld 2004, bragdmedaljör
- Karolina Kózka, martyr
- Karolina Kuiek, ukrainsk sångerska med artistnamnet Ani Lorak
- Karolína Kurková, tjeckisk fotomodell
- Carolina Miskovsky, svensk låtskrivare
- Carolina Neurath, svensk journalist och författare
- Caroline Nordengrip, svensk politiker
- Karolina Rahm, svensk skådespelerska
- Karolina Ramqvist, svensk författare och kritiker
- Karolina Skog, svensk politiker (mp) och f.d. statsråd
- Karolina Westberg, svensk fotbollsspelare, VM-silver 2003
- Karolina Widerström (1856-1949), Sveriges första kvinnliga läkare
- Carolina Östberg (1853-1929), svensk operasångerska
- Karoline Petersen, faröisk politiker
- Lina Sandell ( Karolina Wilhelmina Sandell-Berg) (1832 - 1903)
- Caroline Wennergren, svensk sångerska
- Caroline Winberg, svensk fotomodell
- Caroline Wozniacki, dansk tennisspelare